# Fusillade d'Aubin
La fusillade d'Aubin a lieu le 8 octobre 1869 sur « le Plateau des Forges » du Gua, un quartier d'Aubin, dans le département de l'Aveyron, en France.
Ce jour-là, l'armée tire sur des ouvriers de la Compagnie de Paris-Orléans en grève, faisant 14 morts et 22 blessés, dont trois ne survivront pas.
Cet événement a un retentissement important y compris au-delà des frontières françaises. Il inspire à Victor Hugo deux poèmes et à Émile Zola, en partie, l'épisode de la fusillade relatée dans son œuvre Germinal.

## Contexte
Les mines et forges d'Aubin sont exploitées par la Compagnie de Paris-Orléans depuis 1857. La fusillade intervient au cours d'une grève déclenchée par des mineurs du bassin houiller d'Aubin, le 6 octobre 1869.
Plusieurs raisons profondes, ont conduit à cette grève :
- Le charbon du bassin d'Aubin est de qualité médiocre. Les wagonnets de charbon sont souvent refusés par les forges locales car contenant trop de schistes. Pour la même raison, il n'est pas adapté à la fabrication de l'acier par le procédé Bessemer. Aussi, son prix de vente est plus bas que le prix moyen national et que celui d'autres gisements du sud de la France (Carmaux, par exemple).  Tout ceci a une conséquence directe sur les salaires des mineurs.
- Le traité de commerce franco-anglais de 1860 met en concurrence la production locale avec celle de Grande-Bretagne, venant aggraver la concurrence déjà existante au niveau national.
- Des dissensions politiques existent entre le nouveau quartier industriel du Gua, qui souhaite devenir une commune à part entière, et la ville ancienne d'Aubin. Or, M. Tissot, l'ingénieur en chef  du complexe industriel du Gua, est le neveu de M. Maruejouls, maire d'Aubin. Il s'ensuit une animosité des ouvriers envers la direction.
- La redistribution de l'autorité entre conseil d'administration et direction locale, rendue nécessaire par les changements dans le marché de la houille, crée un climat d'indécision et d'instabilité.
- Avec la loi du 25 mai 1864, le Second Empire reconnaît le droit de coalition. En 1867, les mineurs de l'exploitation voisine de Decazeville se sont mis en grève et ont obtenu satisfaction dans leurs revendications. Ce conflit a été marqué par des voies de fait sur la personne de leur directeur M. Rouquayrol. En 1869, on dénombre en France 72 grèves concernant 40 600 grévistes[4].

En résumé : bas salaires, défiance envers la direction et exemples donnés par d'autres grévistes, notamment ceux de Decazeville, sont des éléments susceptibles de favoriser le déclenchement de la grève d'octobre 1869 à Aubin.

## Déroulement
Le 6 octobre 1869, une cinquantaine de mineurs arrêtent leur travail, mécontents des agissements d'un des chefs de poste, M. Imbert, qu'ils accusent de baisser sciemment leurs salaires. Ils se rendent  à la Direction, au « Grand Bureau », pour demander au directeur de la Régie d'Aubin, M. Lardy, de renvoyer Imbert. L'ingénieur en chef Tissot transmet aux délégués le refus de la direction d'accéder à cette exigence. Informés, les ouvriers bloquent les entrées de deux des mines d'Aubin.

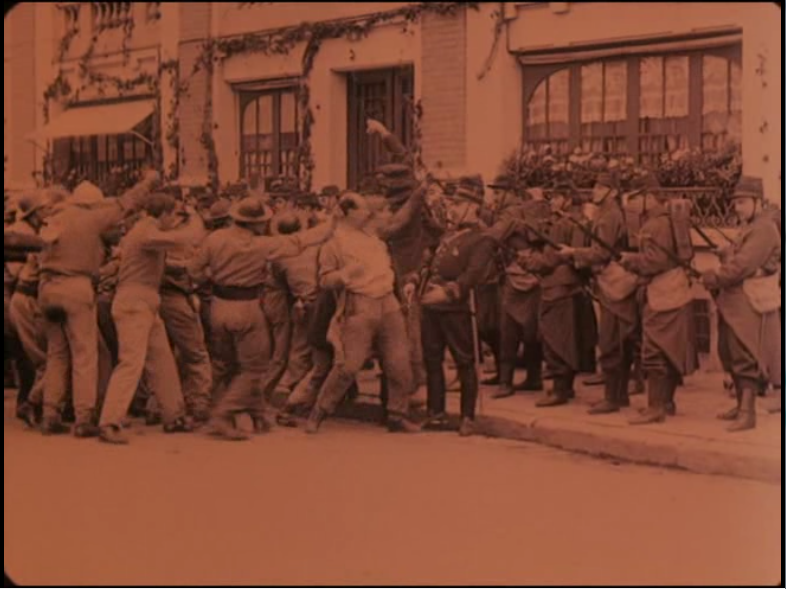
Affrontement ouvriers-soldats dans le film Germinal (1913).

Le 7 octobre, la grève s'est généralisée à l'ensemble des ouvriers de la Compagnie à l’exception de ceux travaillant dans les forges et les ateliers. 400 manifestants demandent le renvoi de Tissot et Estivals, un ingénieur de la mine. La foule, qui investit les ateliers, incite les forgerons à se joindre à elle.  Le directeur, M. Lardy, demande par télégramme protection au préfet. La mairie d'Aubin et le sous-préfet envisagent la présence des troupes. La foule envahit le bureau de la direction, pousse brutalement le directeur à l'extérieur, puis le long de la retenue d'eau du Gua proche en criant « Au bassin, à l'eau ». Dans leur marche, les manifestants se heurtent à 66 soldats du 46e de ligne de Rodez qui viennent d'arriver de la gare avec le préfet. Chargeant ostensiblement ses armes, la troupe réussit à dégager Tissot et à disperser la foule.
Le 8 octobre, malgré la présence d'un effectif renforcé de soldats, l'attroupement s'est reformé et la foule essaie à nouveau de rallier à sa cause les ouvriers des forges et des ateliers.  Le préfet demande alors par télégramme l'envoi d'un bataillon au ministre de l'Intérieur. En attendant, un détachement de 30 soldats, jeunes recrues pour la plupart, tente de protéger l'entrée des ateliers, en vain. Une foule de 1 400 personnes, comportant un nombre important de femmes et enfants, vient menacer directement les soldats. Quelques meneurs essaient de désarmer ces derniers. Des objets en métal, des pierres et des briques pleuvent sur la troupe. Le lieutenant supplie les femmes de se retirer, mais sa voix est couverte par les cris des émeutiers. Il ordonne alors à ses soldats « Défendez-vous ! Faites usage de vos armes ! ». Un coup de feu éclate, puis deux, suivis par deux décharges générales. Affolée, la foule se disperse, laissant sur place 14 morts - dont un enfant de 7 ans et deux femmes - et 22 blessés, dont 3 ne survivront pas.

## Retentissement

### Au niveau national

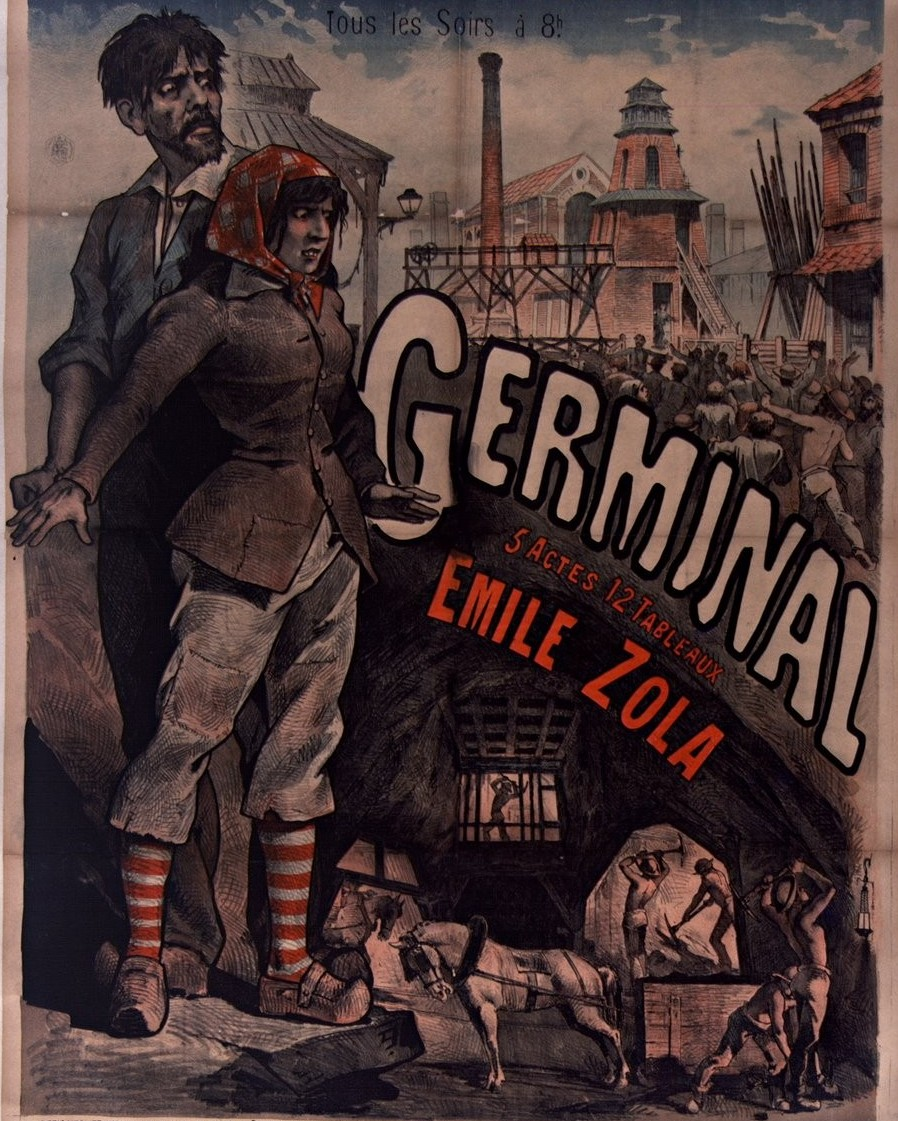
Affiche de la pièce de théâtre Germinal (1890).

Les jours suivant le drame, les journalistes affluent à Aubin et notamment ceux des journaux d'opposition. Un élan de solidarité se met en marche pour les familles des morts et des blessés. Les députés, opposants du Second Empire, Jules Simon et Jules Ferry se rendent également sur place.
Victor Hugo, ému par cet événement, écrit le poème Aubin. Le sujet est une ouvrière de 16 ans dont le père est mort sous les balles des soldats. Le même auteur écrit un autre poème Misère, partiellement inspiré de la fusillade d'Aubin, et dans lequel il dénonce la répression exercée sur les travailleurs.
Pour écrire son roman Germinal, Zola se documente abondamment, lisant les journaux, se déplaçant notamment dans les mines du nord, et descendant au fond. Dans ses Carnets d'enquête il dit : « j'ai pris et résumé toutes les grèves qui ont ensanglanté la fin de l'Empire, vers 1869, particulièrement celle d'Aubin et de la Ricamarie,, ». On retrouve dans Germinal la même revendication des ouvriers, le même déroulement de l'affrontement, les mêmes cris de la foule, le même dénouement, le même nombre de morts qu'à Aubin.

### Au niveau international
Un journal écossais relate la fusillade d'Aubin le 12 octobre 1869.

## Hommage aux victimes
140 ans après le drame, la municipalité d'Aubin érige un mémorial à l’emplacement de la fusillade,.

Vues contemporaines des lieux de la fusillade
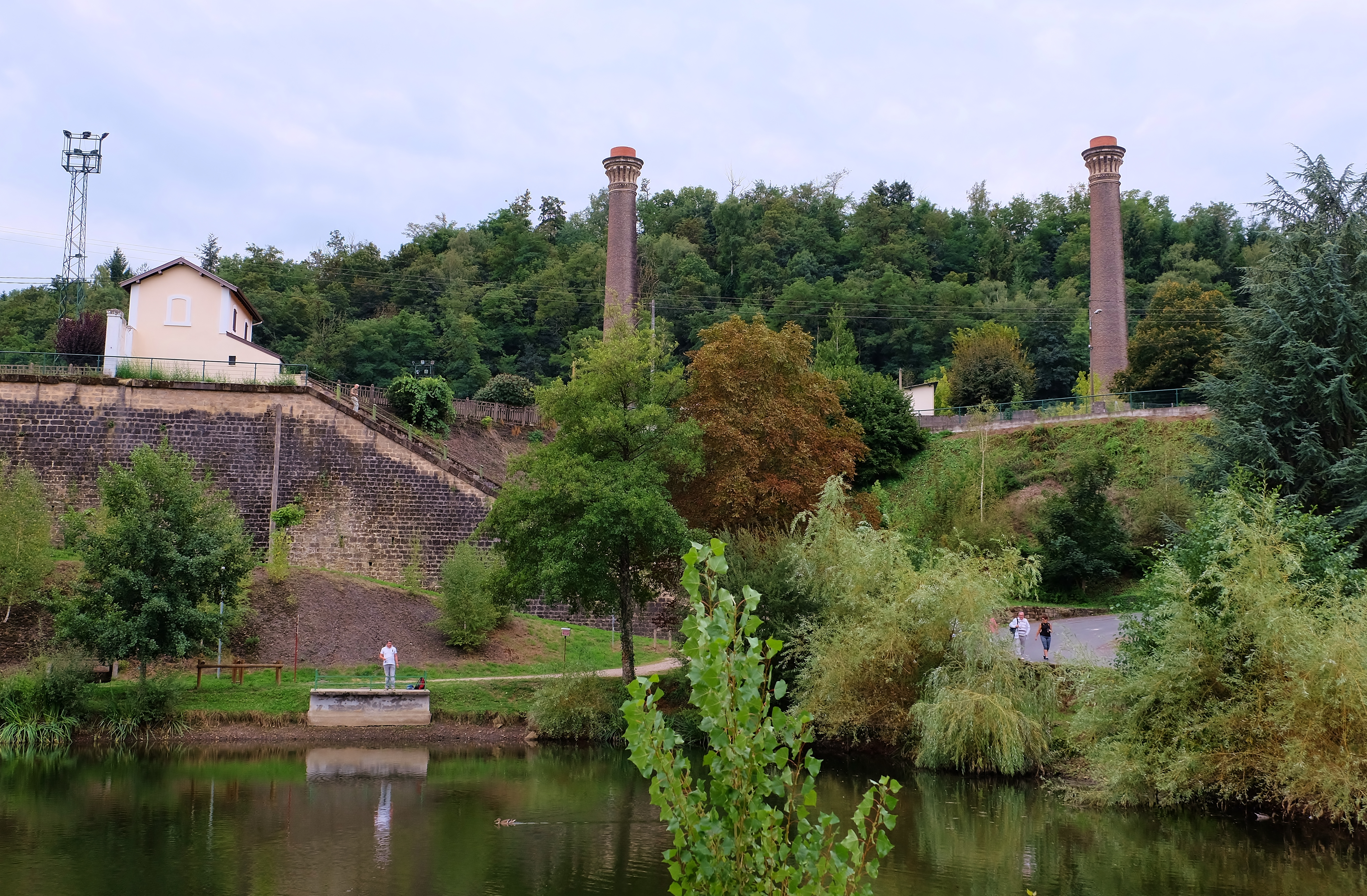
Retenue d'eau et Plateau des Forges du Gua.
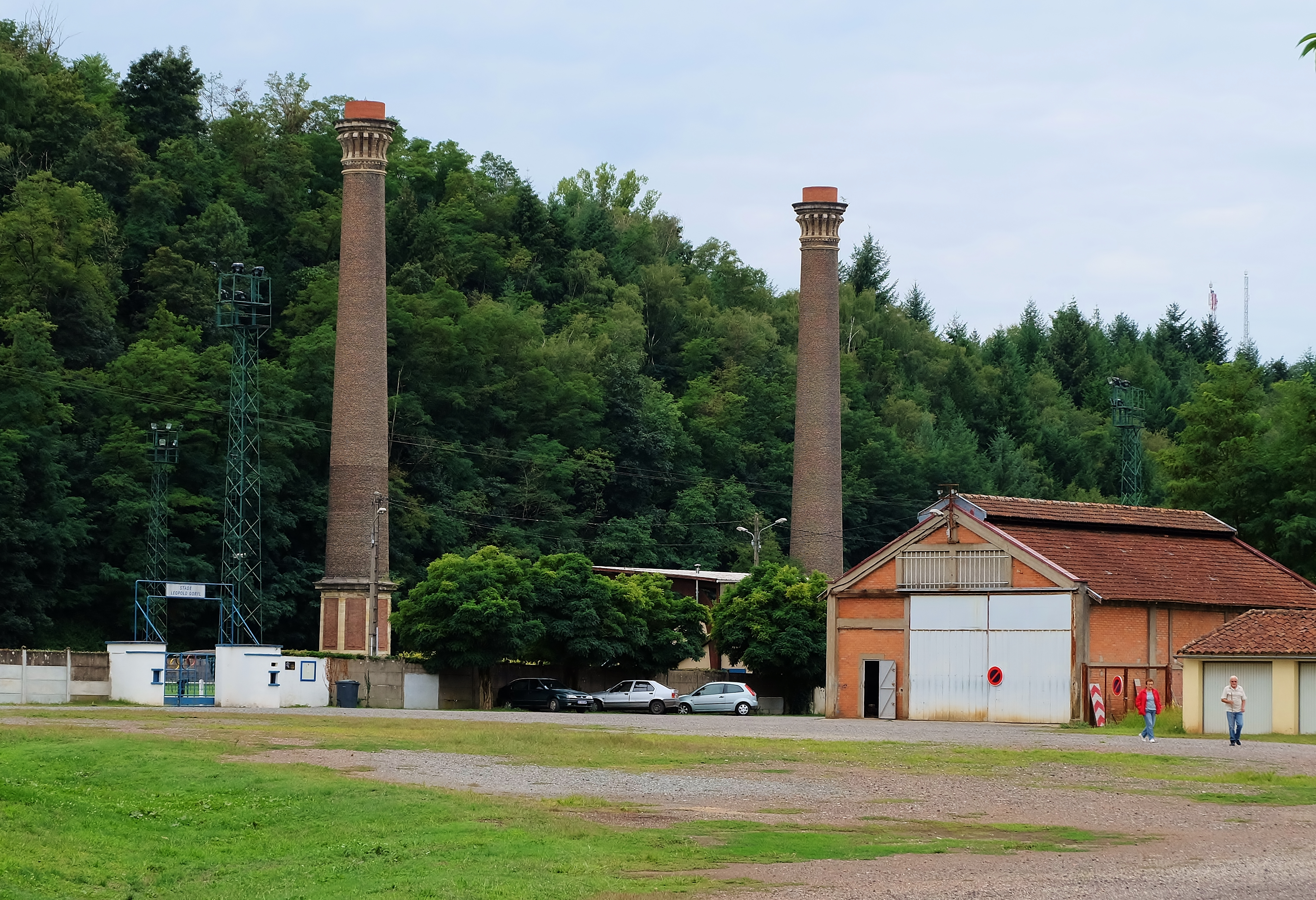
Vestiges des installations industrielles. Cheminées des forges.
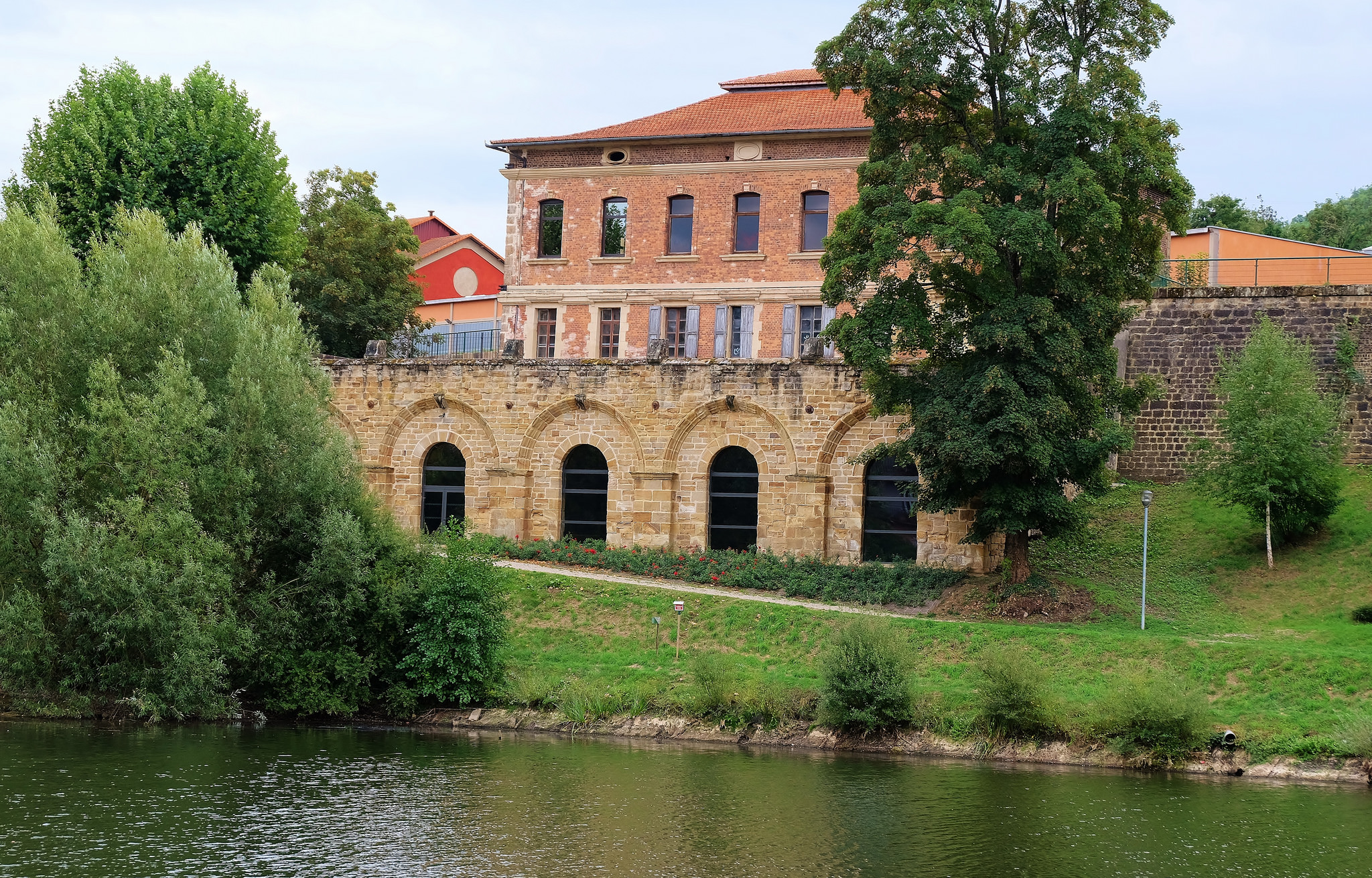
Ancien bureau de la direction, dit « Grand Bureau ».
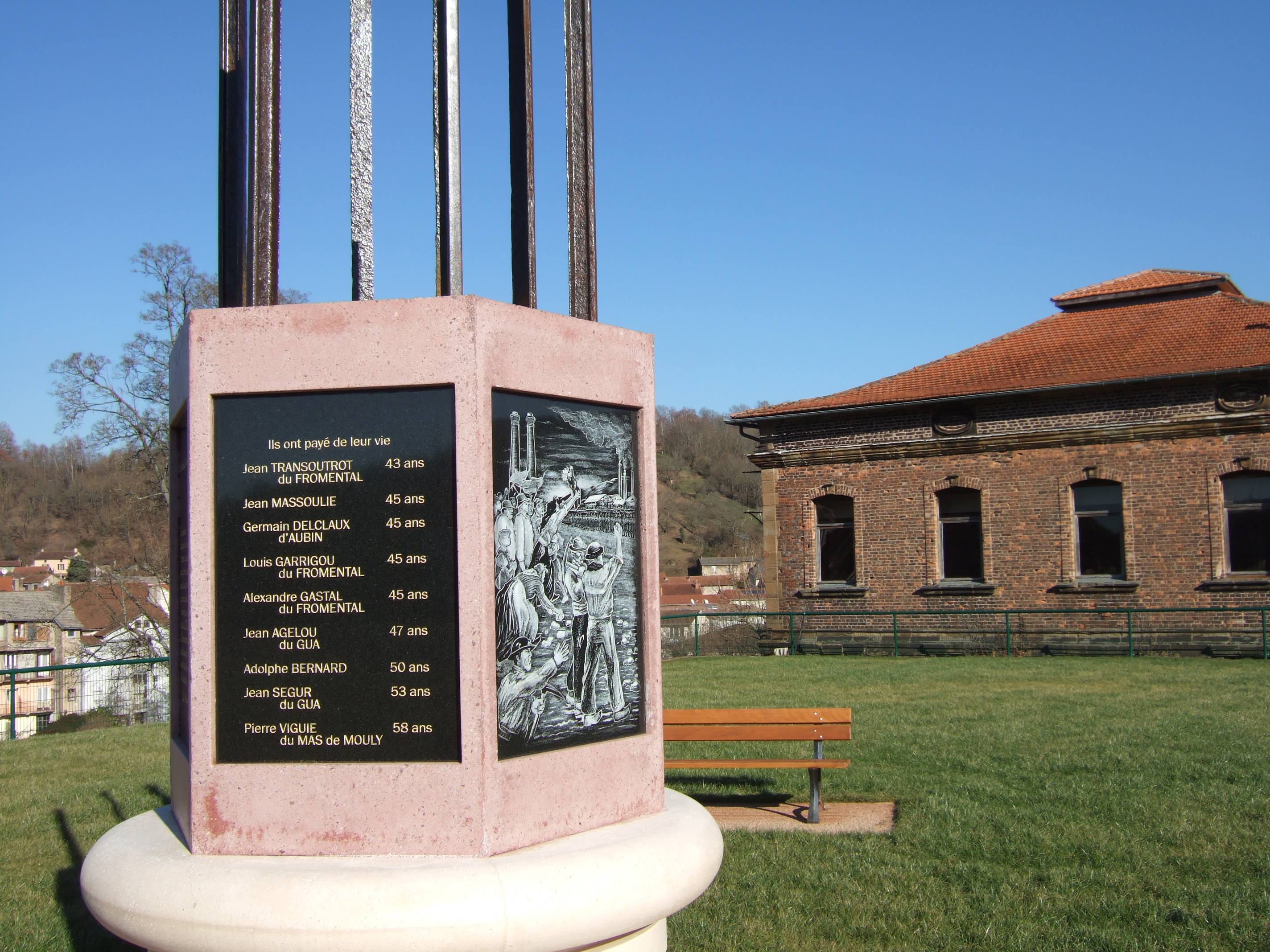
Mémorial érigé en hommage aux victimes de la fusillade.